# Pont-Évêque
Ne doit pas être confondu avec Pont-l'Évêque.
Pont-Évêque (prononcée [pɔ̃.t‿evɛk]) est une commune française située dans le département de l'Isère en région Auvergne-Rhône-Alpes.
Autrefois située dans la province royale du Dauphiné, la commune est adhérente à la communauté de Vienne Condrieu Agglomération et ses habitants sont appelés les Episcopontains.

## Géographie

### Situation et description
Rattachée à l'intercommunalité Vienne Condrieu Agglomération, la ville de Pont-Évêque est située dans l'aire urbaine de Vienne et dans son unité urbaine.

### Sites géologiques remarquables
Le contact entre la molasse du Miocène et le granite de Pont-Evêque, au lieu-dit de La Perrière, est un site géologique remarquable de 0,16 hectare. Il s'agit d'une falaise rocheuse fossile, d'intérêt sédimentologique. En 2014, il est classé « deux étoiles » à l'« Inventaire du patrimoine géologique ».

### Communes limitrophes
Le territoire de Pont-Évêque est bordé par quatre autres communes.
|        | Serpaize    |         |
| Vienne | Pont-Évêque | Septème |
|        | Estrablin   |         |

### Climat
Pour des articles plus généraux, voir Climat d'Auvergne-Rhône-Alpes et Climat de l'Isère.
En 2010, le climat de la commune est de type climat du Bassin du Sud-Ouest, selon une étude du Centre national de la recherche scientifique s'appuyant sur une série de données couvrant la période 1971-2000. En 2020, Météo-France publie une typologie des climats de la France métropolitaine dans laquelle la commune est dans une zone de transition entre le climat semi-continental et le climat de montagne et est dans la région climatique Moyenne vallée du Rhône, caractérisée par un bon ensoleillement en été (fraction d’insolation > 60 %), une forte amplitude thermique annuelle (4 à 20 °C), un air sec en toutes saisons, orageux en été, des vents forts (mistral), une pluviométrie élevée en automne (250 à 300 mm).
Pour la période 1971-2000, la température annuelle moyenne est de 12 °C, avec une amplitude thermique annuelle de 17,9 °C. Le cumul annuel moyen de précipitations est de 862 mm, avec 9,2 jours de précipitations en janvier et 6,1 jours en juillet. Pour la période 1991-2020, la température moyenne annuelle observée sur la station météorologique de Météo-France la plus proche, « Luzinay », sur la commune de Luzinay à 7 km à vol d'oiseau, est de 12,7 °C et le cumul annuel moyen de précipitations est de 928,1 mm,. Pour l'avenir, les paramètres climatiques de la commune estimés pour 2050 selon différents scénarios d'émission de gaz à effet de serre sont consultables sur un site dédié publié par Météo-France en novembre 2022.
| Mois                                  | jan.          | fév.           | mars           | avril         | mai           | juin         | jui.          | août           | sep.          | oct.          | nov.            | déc.          | année     |
| ------------------------------------- | ------------- | -------------- | -------------- | ------------- | ------------- | ------------ | ------------- | -------------- | ------------- | ------------- | --------------- | ------------- | --------- |
| Température minimale moyenne (°C)     | 1             | 1,1            | 3,9            | 7             | 10,8          | 14,4         | 16,1          | 15,7           | 12,4          | 9,4           | 4,7             | 1,6           | 8,2       |
| Température moyenne (°C)              | 3,7           | 4,8            | 8,6            | 12,2          | 16,1          | 20,2         | 22,1          | 21,6           | 17,7          | 13,3          | 7,7             | 4,3           | 12,7      |
| Température maximale moyenne (°C)     | 6,5           | 8,4            | 13,3           | 17,4          | 21,3          | 25,9         | 28            | 27,5           | 22,9          | 17,3          | 10,7            | 7             | 17,2      |
| Record de froid (°C) date du record   | −10 13.01.03  | −12,9 05.02.12 | −10,5 01.03.05 | −3,4 08.04.03 | 1,5 07.05.19  | 5,5 07.06.06 | 7,5 13.07.00  | 7,9 30.08.1998 | 4,2 27.09.20  | −3,5 26.10.03 | −7,8 23.11.1998 | −14 30.12.05  | −14 2005  |
| Record de chaleur (°C) date du record | 18,5 10.01.15 | 21 23.02.20    | 24,8 30.03.17  | 29,2 21.04.18 | 33,1 24.05.09 | 39 22.06.03  | 39,6 24.07.19 | 40,3 13.08.03  | 33,8 14.09.20 | 27,7 04.10.10 | 21,5 07.11.15   | 17,2 05.12.06 | 40,3 2003 |
| Précipitations (mm)                   | 64,5          | 52,4           | 55,2           | 75,2          | 92,5          | 78,5         | 72,7          | 67,8           | 91,3          | 110,2         | 101,9           | 65,9          | 928,1     |

### Hydrographie
Le territoire communal est longé dans sa partie méridionale par la Gère, un affluent du Rhône qui traverse ensuite la ville de Vienne et d'une longueur de 34,5 km de longueur. Le territoire est également traversé par son affluent, la Véga, d'une longueur de 18 km.

### Voies de communication et transports

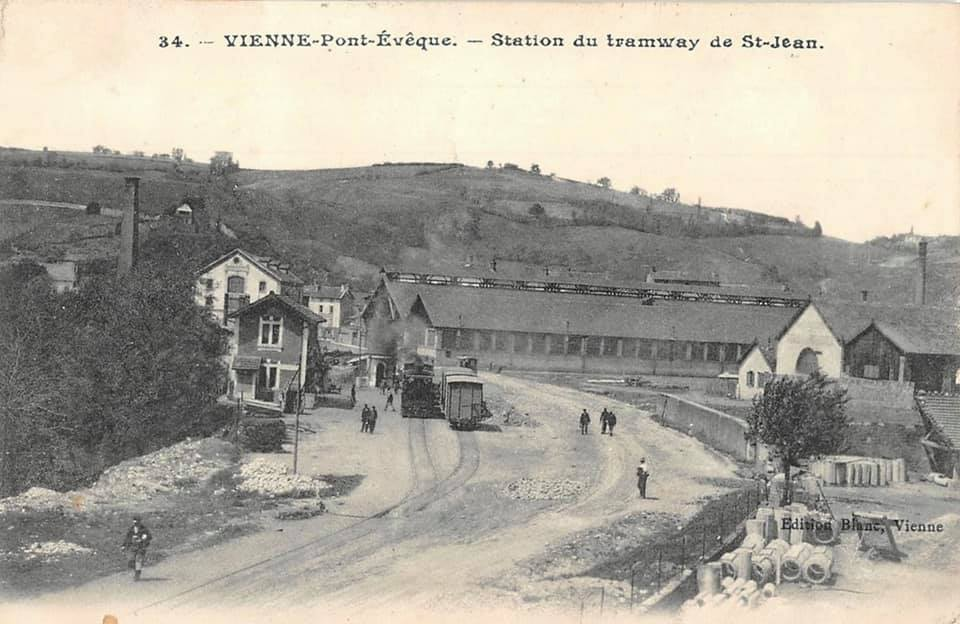
Station du Tramway de Saint Jean vers 1910

#### Voies routières
La pointe sud du territoire est traversée par la RD502, ancienne route nationale 502 déclassée à la suite de la réforme de 1972. Cette route permet de rejoindre la RD1085 (ancienne RN85) qui relie Lyon à Grenoble.
La commune est également traversée par la RD75 qui relie Vienne, à La Verpillière et à Chavanoz.

#### Transports en commun
Les gares ferroviaires les plus proches sont la gare de Vienne et la gare d'Estressin, situées à moins de cinq kilomètres et toutes les deux desservies par des trains TER Auvergne-Rhône-Alpes. Entre la fin du XIXe siècle et le début du XXe siècle la ville fut reliée à Vienne par une ligne du CEN Réseau Isère.
Au niveau local, la commune est desservie par le réseau urbain L'va de l'agglomération de Vienne, notamment via les lignes 1 (via Malissol) et 4 (via Vallée de Gère), ainsi que par des lignes scolaires et interurbaines.

## Urbanisme

### Typologie
Au 1er janvier 2024, Pont-Évêque est catégorisée ceinture urbaine, selon la nouvelle grille communale de densité à sept niveaux définie par l'Insee en 2022.
Elle appartient à l'unité urbaine de Vienne, une agglomération inter-départementale regroupant 25  communes, dont elle est une commune de la banlieue,,. Par ailleurs la commune fait partie de l'aire d'attraction de Lyon, dont elle est une commune de la couronne,. Cette aire, qui regroupe 397 communes, est catégorisée dans les aires de 700 000 habitants ou plus (hors Paris),.

### Occupation des sols
L'occupation des sols de la commune, telle qu'elle ressort de la base de données européenne d’occupation biophysique des sols Corine Land Cover (CLC), est marquée par l'importance des territoires agricoles (54,3 % en 2018), en diminution par rapport à 1990 (64,1 %). La répartition détaillée en 2018 est la suivante : 
terres arables (32,1 %), zones urbanisées (24,5 %), prairies (12,8 %), zones agricoles hétérogènes (9,4 %), forêts (8,8 %), zones industrielles ou commerciales et réseaux de communication (8,5 %), espaces verts artificialisés, non agricoles (3,8 %). L'évolution de l’occupation des sols de la commune et de ses infrastructures peut être observée sur les différentes représentations cartographiques du territoire : la carte de Cassini (XVIIIe siècle), la carte d'état-major (1820-1866) et les cartes ou photos aériennes de l'IGN pour la période actuelle (1950 à aujourd'hui).

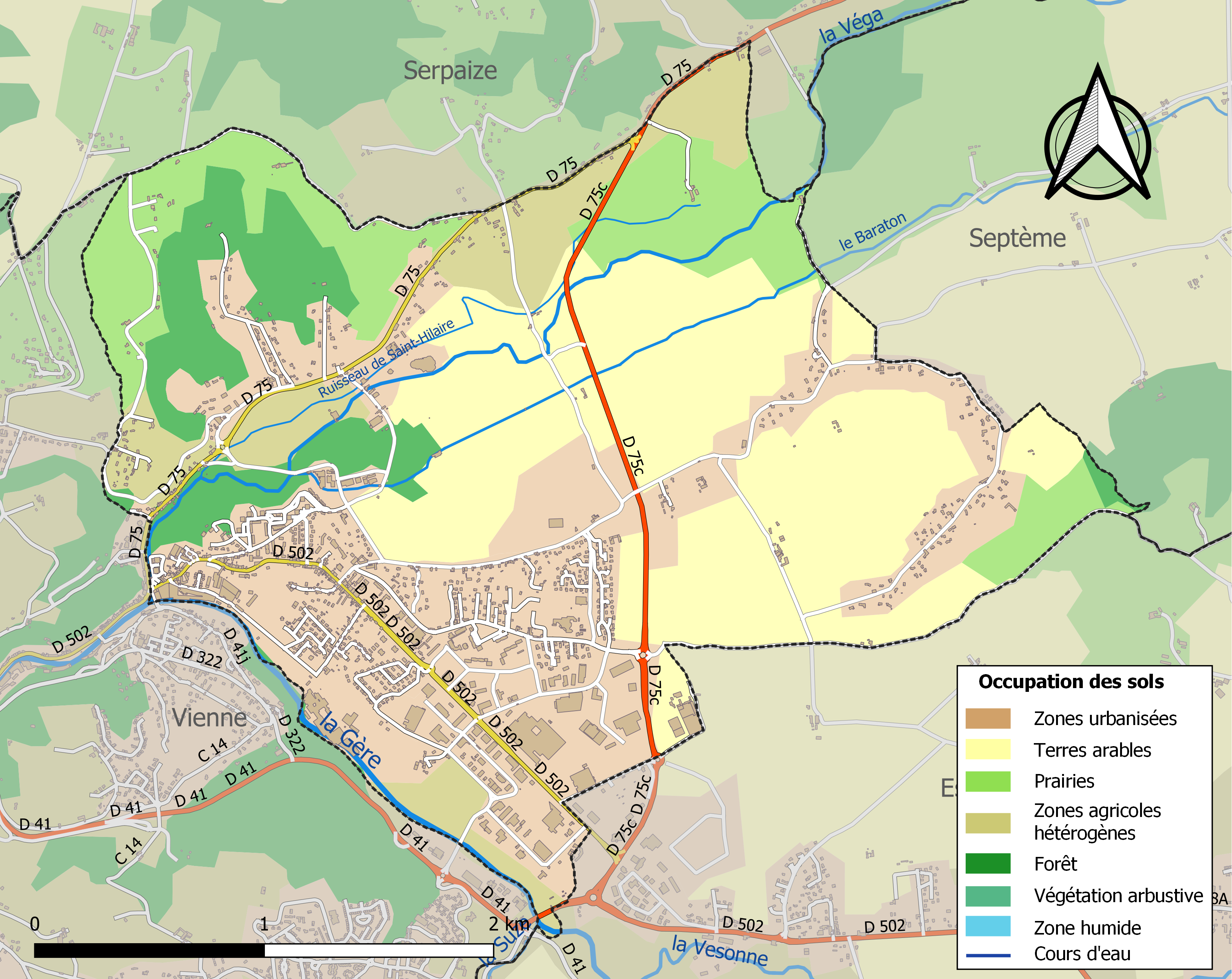
Carte des infrastructures et de l'occupation des sols de la commune en 2018 (CLC).

### Risques naturels et technologiques

#### Risques sismiques
L'ensemble du territoire de la commune de Pont-Évêque est situé en zone de sismicité no 3 (sur une échelle de 1 à 5), comme la plupart des communes de son secteur géographique.
| Type de zone | Niveau            | Définitions (bâtiment à risque normal) |
| ------------ | ----------------- | -------------------------------------- |
| Zone 3       | Sismicité modérée | accélération = 1,1 m/s2                |

## Histoire

### Origine de la ville
Au Ve siècle, les corps de trois martyrs viennois : Séverin, Exupère et Félicien, furent ensevelis dans une petite église dédiée à saint Romain avant que Barnard, archevêque de Vienne ne les transfère en 841 à Romans. Jusqu’à sa destruction par les protestants en 1562, la procession solennelle du mardi des Rogations à laquelle participaient les clercs de Vienne (séculiers et réguliers) arrivait à Saint-Romain.

### Naissance de la commune
Tout comme Chasse-sur-Rhône, Chuzelles, ou Serpaize, Pont-Évêque est une entité municipale récente, elle est née le 20 juillet 1867.
Ancien faubourg dépendant de Septème et d'Estrablin, Pont-Évêque s'est développé au XVIIIe siècle grâce à la pureté des eaux et à la force motrice de la Gère qui a attiré des industries diverses,.
Elle appartenait à la veille de la Révolution de 1789 à la seigneurie de Septème, qui s'étendait sur tout ou en partie des cinq communes actuelles de Septème, Oytier-Saint-Oblas, Saint-Just-Chaleyssin, Serpaize, et enfin Pont-Évêque. Mais sur le plan religieux elle était déjà, et depuis longtemps, une paroisse.
En organisant les communes en 1790, la Révolution maintint Pont-Évêque et Serpaize dans la commune de Septème qui perdit le reste.
C'est le puissant essor industriel de Pont-Évêque dans la première moitié du XIXe siècle qui devait poser le problème de l'émancipation communale des Episcopontais : au vieux grief qu'était l'éloignement considérable de Septème dont le chef-lieu est à huit kilomètres, s'ajoutait maintenant celui du divorce d'intérêts, les Septèmois étant restés paysans, contrairement aux industriels Episcopontais.
Finalement, les pétitions recueillirent l'avis favorable de l'administration préfectorale et la loi du 20 juillet 1867 couronna tous ces efforts. Pont-Évêque était érigé en une commune dont le territoire fut taillé dans ceux de Septème, d'Estrablin et de Vienne.

### Histoire industrielle
C'est en 1840 que Victor-Aimé Frerejean, déjà propriétaire des[Lesquels ?] deux hauts fourneaux édifiés[Où ?] en 1819, construit une forge comtoise[Quoi ?] à Pont-Évêque.
Cette unité, très moderne à l'époque sera intégrée[Comment ?] en 1863 à l'usine Harel et Cie[Quoi ?] comportant outre les deux hauts fourneaux, vingt fours à puddler et une nouvelle forge comtoise[pas clair].
La production de fers fins[Quoi ?] sera de 1 000 tonnes par mois.

## Politique et administration

### Administration municipale
En 2021, le conseil municipal de la ville est constitué de vingt-neuf membres (quatorze femmes et quinze hommes), dont une maire, sept adjoints au maire et onze conseillers municipaux.

### Liste des maires
Les habitants de Pont-Évêque se nomment les Épiscopontains.
| Période                                  | Période       | Identité              | Étiquette | Qualité |
| ---------------------------------------- | ------------- | --------------------- | --------- | --- |
| 1896                                     | 1908          | Francisque Cartallier |           | |
| 1919                                     | 1925          | Louis Leydier         |           | |
| Les données manquantes sont à compléter. |               |                       |           | |
| mars 2001                                | décembre 2011 | Daniel Cachet         | SE        | Agent de maîtrise                                                                                                  |
| décembre 2011                            | En cours      | Martine Faïta         | UDI       | Retraitée Vice-Présidente de la Communauté d'agglomération du Pays Viennois Conseillère départementale depuis 2021 |

## Population et société

### Démographie
L'évolution du nombre d'habitants est connue à travers les recensements de la population effectués dans la commune depuis 1872. Pour les communes de moins de 10 000 habitants, une enquête de recensement portant sur toute la population est réalisée tous les cinq ans, les populations de référence des années intermédiaires étant quant à elles estimées par interpolation ou extrapolation. Pour la commune, le premier recensement exhaustif entrant dans le cadre du nouveau dispositif a été réalisé en 2008.

En 2022, la commune comptait 5 843 habitants, en évolution de +12,09 % par rapport à 2016 (Isère : +3,07 %, France hors Mayotte : +2,11 %).
| 1872  | 1876  | 1881  | 1886  | 1891  | 1896  | 1901  | 1906  | 1911  |
| ----- | ----- | ----- | ----- | ----- | ----- | ----- | ----- | ----- |
| 1 799 | 1 662 | 1 752 | 1 656 | 1 409 | 1 344 | 1 357 | 1 462 | 1 586 |

| 1921  | 1926  | 1931  | 1936  | 1946  | 1954  | 1962  | 1968  | 1975  |
| ----- | ----- | ----- | ----- | ----- | ----- | ----- | ----- | ----- |
| 1 563 | 1 652 | 1 651 | 1 695 | 1 677 | 1 725 | 1 881 | 2 148 | 5 636 |

| 1982  | 1990  | 1999  | 2006  | 2008  | 2013  | 2018  | 2022  | - |
| ----- | ----- | ----- | ----- | ----- | ----- | ----- | ----- | - |
| 5 542 | 5 385 | 5 067 | 5 105 | 5 110 | 5 148 | 5 207 | 5 843 | - |

### Enseignement
Les divers établissements scolaires de la commune sont rattachés à l'académie de Grenoble.
- Collège Georges Brassens
- École maternelle Les Genêts
- École primaire Françoise Dolto
- École primaire Jacques-Yves Cousteau
- École primaire privée Les Eaux Vives

### Médias
Historiquement, le quotidien à grand tirage Le Dauphiné libéré consacre, chaque jour, y compris le dimanche, dans son édition du Nord-Isère, un ou plusieurs articles à l'actualité du canton et quelquefois de la commune, ainsi que des informations sur les éventuelles manifestations locales, les travaux routiers, et autres événements divers à caractère local.
La commune est située sur l'aire de diffusion de radio Ici Isère, une radio publique qui émet sur tout le territoire du département de l'Isère.

### Cultes
La communauté catholique et l'église de Pont-Évêque (propriété de la commune) sont desservies par la paroisse « Sanctus en Viennois », elle-même rattachée au diocèse de Grenoble-Vienne.

## Économie et industrie
La ville produit des biens d'équipement domestique, avec l'usine Calor du Groupe SEB. À signaler aussi la société de fabrication de machines-outils Cazeneuve (existant depuis 1905, implantée à Pont depuis 1967).
Elle est également marquée par l'industrie papetière, avec la présence d'une usine du groupe finlandais Ahlstrom.
Aujourd'hui la ville de Pont-Évêque a une vie économique dense avec plus de 360 entreprises ce qui représente près de 3000 emplois. Ces entreprises sont situées dans les zones industrielles de l'Abbaye et de Montplaisir, mais également au centre-ville, avec bon nombre de commerces divers et variés.

## Culture et patrimoine

### Lieux et monuments

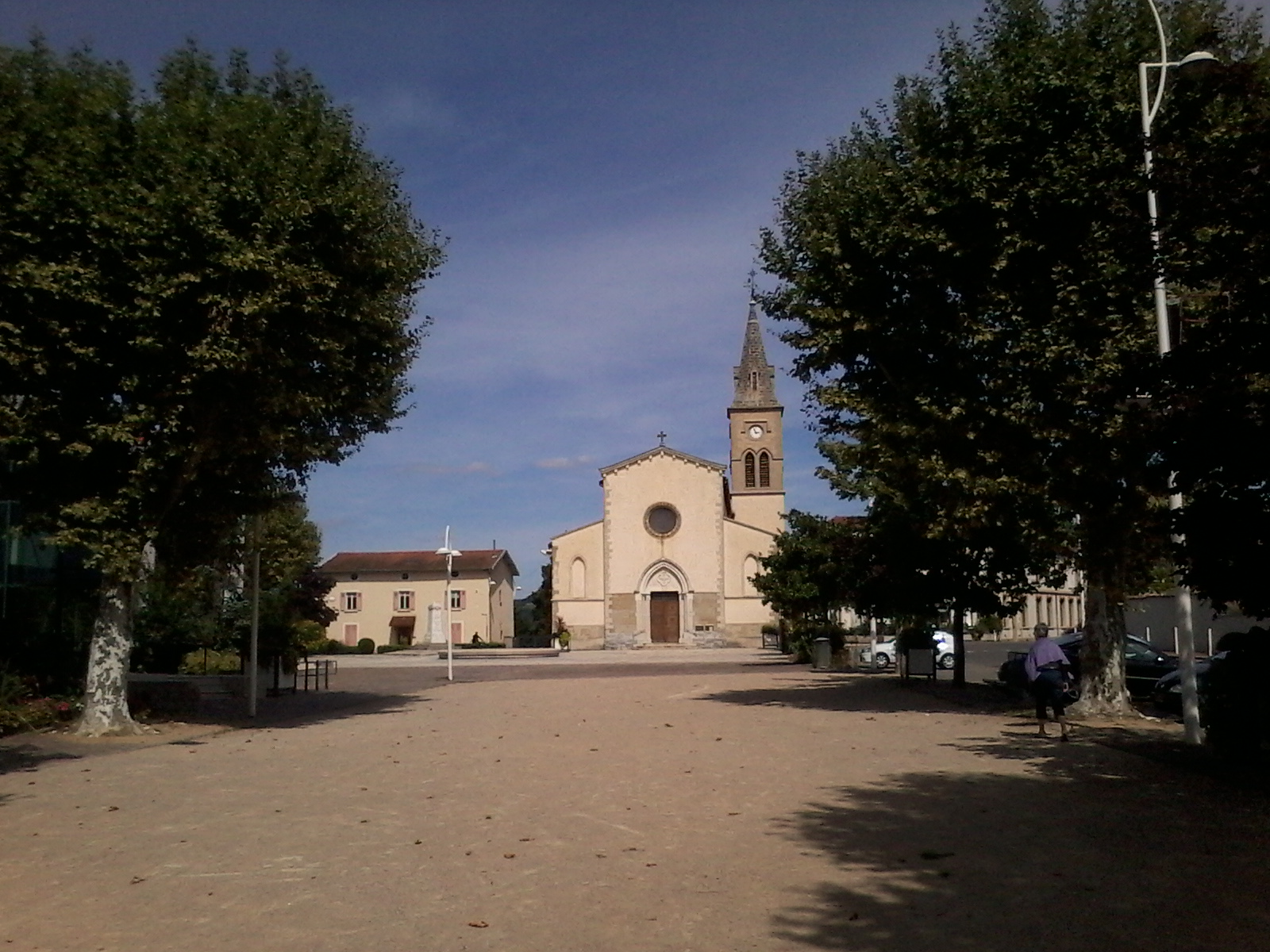
L'église Saint-Avit et Saint-Georges, place Claude-Barbier.

L'église paroissiale Saint-Avit-et-Saint-Georges ayant été détruite par les protestants en 1562, l'édifice actuelle est donc de construction plus récente. Le visiteur peut cependant découvrir des réemplois de l'édifice primitif dans les chapiteaux du portail. Cet édifice de rite catholique présente une nef à triforium avec des bas côtés de cinq travées, séparées par des colonnes, un chevet polygonal et un clocher-tour surmonté d'une flèche. À l'intérieur, la façade est soutenue par de hauts piliers. Le tympan du portail permet de découvrir une croix templière à fleurs de lys positionnée à l'intérieur d'un trèfle.
Le monument aux morts communal, situé près de l'église, est de facture très sobre. Il s'agit d'une colonne en forme d'obélisque surélevée par un piédestal de trois marches avec l'inscription des victimes de la commune morts lors des deux conflits mondiaux et la guerre d'Algérie (1954-1962).

### Personnalités liées à la commune
Antoine Frerejean (1736-1789), maître de forge.

### Jumelages
La ville est jumelée avec :
- Glynneath (Royaume-Uni) depuis 1993[35] ;
- Imbersago (Italie) depuis 2003[35].

### Héraldique
| Blason de Pont-Évêque | Blason  | De pourpre au pont d’une arche d’or, maçonné de sable, pentu en barre à dextre, posé sur une rivière d’azur mouvant de la pointe, surmonté de l’inscription « 1867 » en chiffres de gueules, l’ouverture chargée d’une mitre de gueules ornée d’or, brochant sur la rivière. |
| Blason de Pont-Évêque | Détails | Le statut officiel du blason reste à déterminer. |